# Peugeot type 505
Ne doit pas être confondu avec Peugeot 505.
Le Peugeot type 505 est un modèle de camion fabriqué par Peugeot de 1913 à 1914.

## Historique

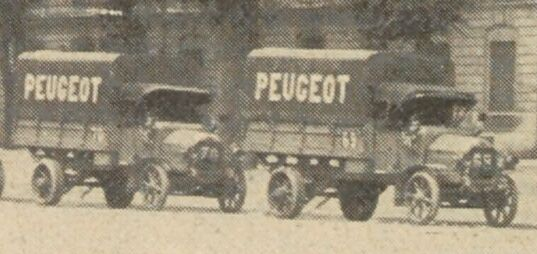
Les camions type 505 nos 69 & 70 au concours de véhicules industriels organisé par le ministère de la Guerre en 1913 à Versailles.

Le type 505  apparaît en 1913 dans le catalogue commercial Peugeot mais un modèle similaire (probablement celui désigné type 109C) est présenté aux Mines dès 1911. 
Les Peugeot type 505 existent en plusieurs carrosseries : fourgon 1,8 t, camion 3,5 t, autocar 22 places et autocar torpédo. 
La production a lieu de 1913 à 1914. À l'automne 1914, après le déclenchement de la Première Guerre mondiale, les derniers des 72 type 505 produits sont directement livrés à l'Armée française. Le type 505 est remplacé par le type 1515 à entraînement par cardan, sorti à l'été 1914.

## Conception
Le type 505 est équipé d'un moteur à essence Peugeot HM, à quatre cylindres 90 × 150 mm,. Son régime maximum est de 1 400 tr/min et il développe une puissance de 22 HP d'après le catalogue Peugeot, puissance qui lui permet d'atteindre la vitesse maximale de 25 km/h.
Extérieurement, il se caractère par une transmission à chaîne, des roues charronnées en bois (avec bandages), un auvent plat au-dessus du poste de conduite et un passage de roue au-dessus de l'essieu arrière, sous le plateau arrière long de 4,5 m. L'empattement du châssis est de 3,9 m.
Le poids à vide est de 2 890 kg et la charge utile est de 3,5 t selon le catalogue commercial Peugeot, valeur réduite à 3 t dans l'Armée qui souhaite éviter de surcharger son matériel.